# Flaga Imperium Osmańskiego
Flaga Imperium Osmańskiego – flaga państwa istniejącego w latach 1299–1922.

## Wygląd
Ostatnia flaga Imperium Osmańskiego (stosowana przez Imperium latach 1844–1922 oraz przez Republikę w 1922–1936) jest ciemnoczerwonym prostokątem wraz z białym półksiężycem i pięcioramienną gwiazdą w centrum. Flaga jest bardzo podobna do flagi Turcji.